# Langenhuis

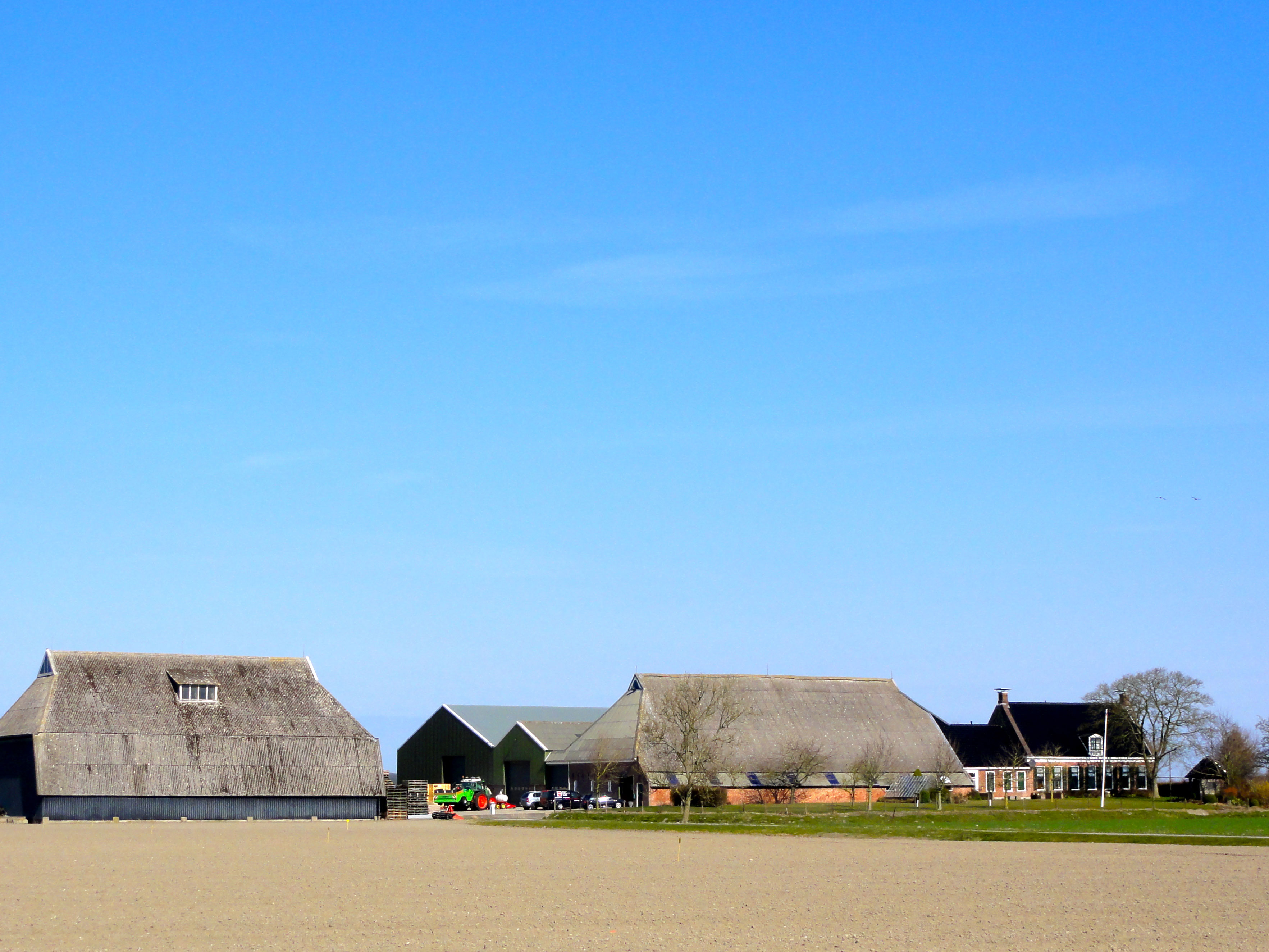
Langenhuis en schuren anno 2011

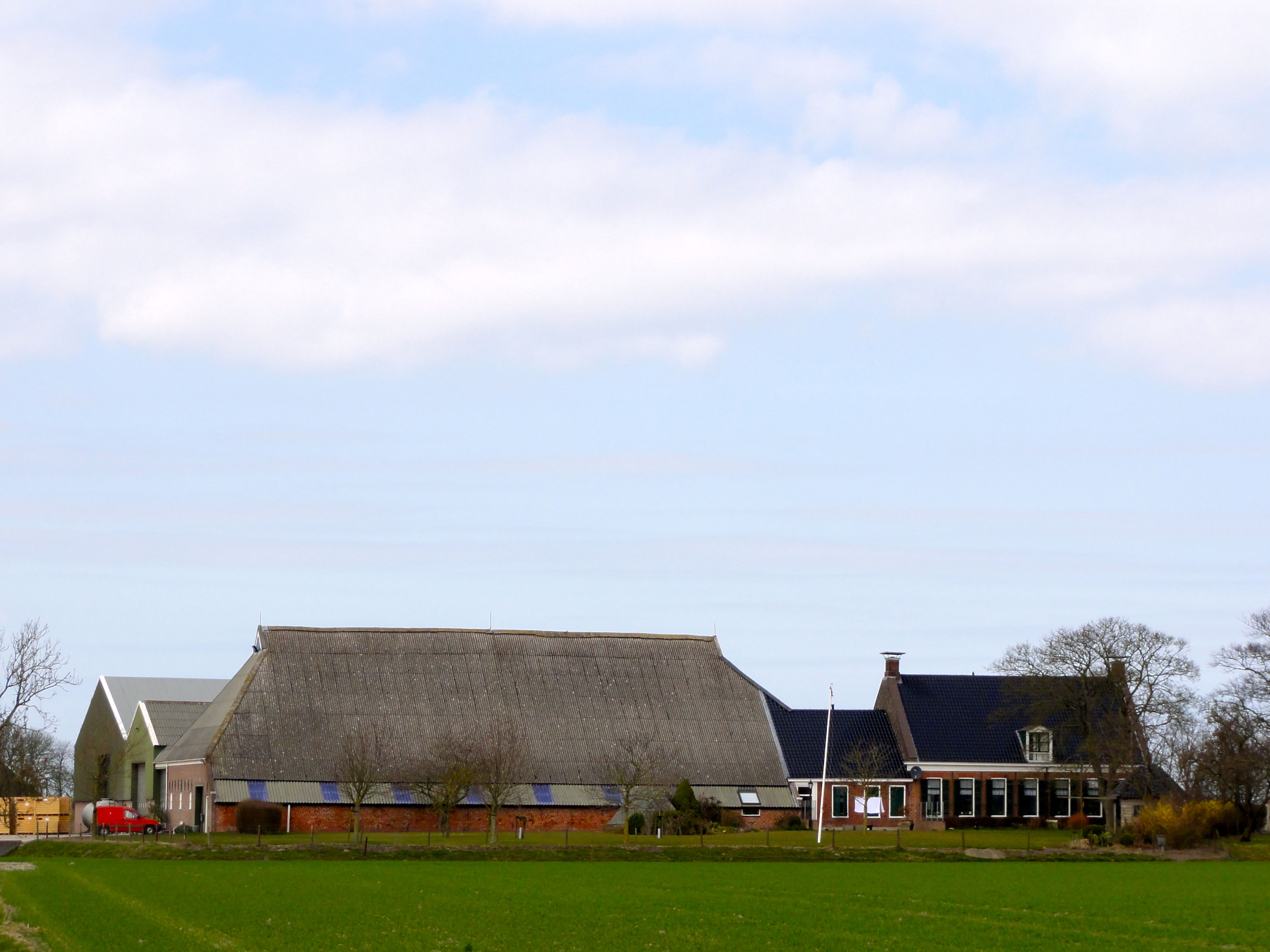
Langenhuis (kop-hals-rompgedeelte zonder de achterliggende schuur anno 2011

Langenhuis is een kop-hals-rompboerderij aan de Doodstilsterweg 3 tussen Doodstil en Rottum in de gemeente Het Hogeland van de Nederlandse provincie Groningen. Ze ligt op 250 meter ten zuidoosten van de wierde Holwinde (waar de gelijknamige borg Holwinde stond), waarvan ze wordt gescheiden door het waterloopje de Oude Maar. De boerderij is geheel omgracht en omsingeld en wordt gekenmerkt door het zeer lange voorhuis, waarvan de oost- en noordmuur gedeeltelijk uit kloostermoppen bestaat. Het voorhuis heeft een zadeldak met topgevels, en topschoorstenen met borden. Bij de boerderij staan drie schuren (waaronder een vrijstaande) en een bakhuis. In het huis bevindt zich onder andere een karnmolenpaal uit 1611.

## Geschiedenis
De boerderij heette volgens Archgis vroeger Hoylkinga en vormde een voorwerk van het Rottumse Klooster Juliana. De naam Langenhuis komt voor vanaf de 16e eeuw (in 1595 'Langenhuys'). Na de reductie werd het eigendom van Stad en Lande, maar de bewoners bleven katholiek. Later was de boerderij onder andere eigendom van de eigenaars van de borg Scheltkema-Nijenstein. In de 17e eeuw vormde het een schuilkerk van de katholieken onder leiding van Franciscus Mijleman. In de boerderij bevindt zich een gevelsteen met het jaartal 1624, toen het voorhuis en de schuur waarschijnlijk werden verbouwd. Nadat in 1636 de Vlaamse pater Henricus de Vrede aan de pest overleed op Holwinde, werd deze begraven onder de vloer van het voorhuis. Bij de verbouwing van 1855 werd zijn graf (en een beschadigde miskelk bij zijn lichaam) herontdekt en werd hij met de miskelk in een nieuw kistje herbegraven onder een nieuw gebouwde gang, die na 1945 werd verbouwd tot keuken. In Langenhuis ligt ook een grafzerk van eigenaar Isebrandt Jacobs, die in 1642 overleed. De meeste andere bewoners werden begraven op het kerkhof van Rottum.
In 1814 werd op de plaats van een oude schuur een nieuwe schuur gebouwd, die nog in gebruik is. In 1855 werden het voorhuis en de hals van binnen en buiten verbouwd, met gebruikmaking van materiaal van de bestaande boerderij. In 1925 werd een grote vrijstaande schuur gebouwd ten westen van de boerderij. In 1939 werd de boerderij geschonken aan de parochie van de Uithuizer Jacobus de Meerderekerk, die de boerderij in 1994 verkocht aan de toenmalige bewoners. In 1996 werd een nieuwe schuur aangebouwd en werd de achtergevel van de bestaande schuur vernieuwd.

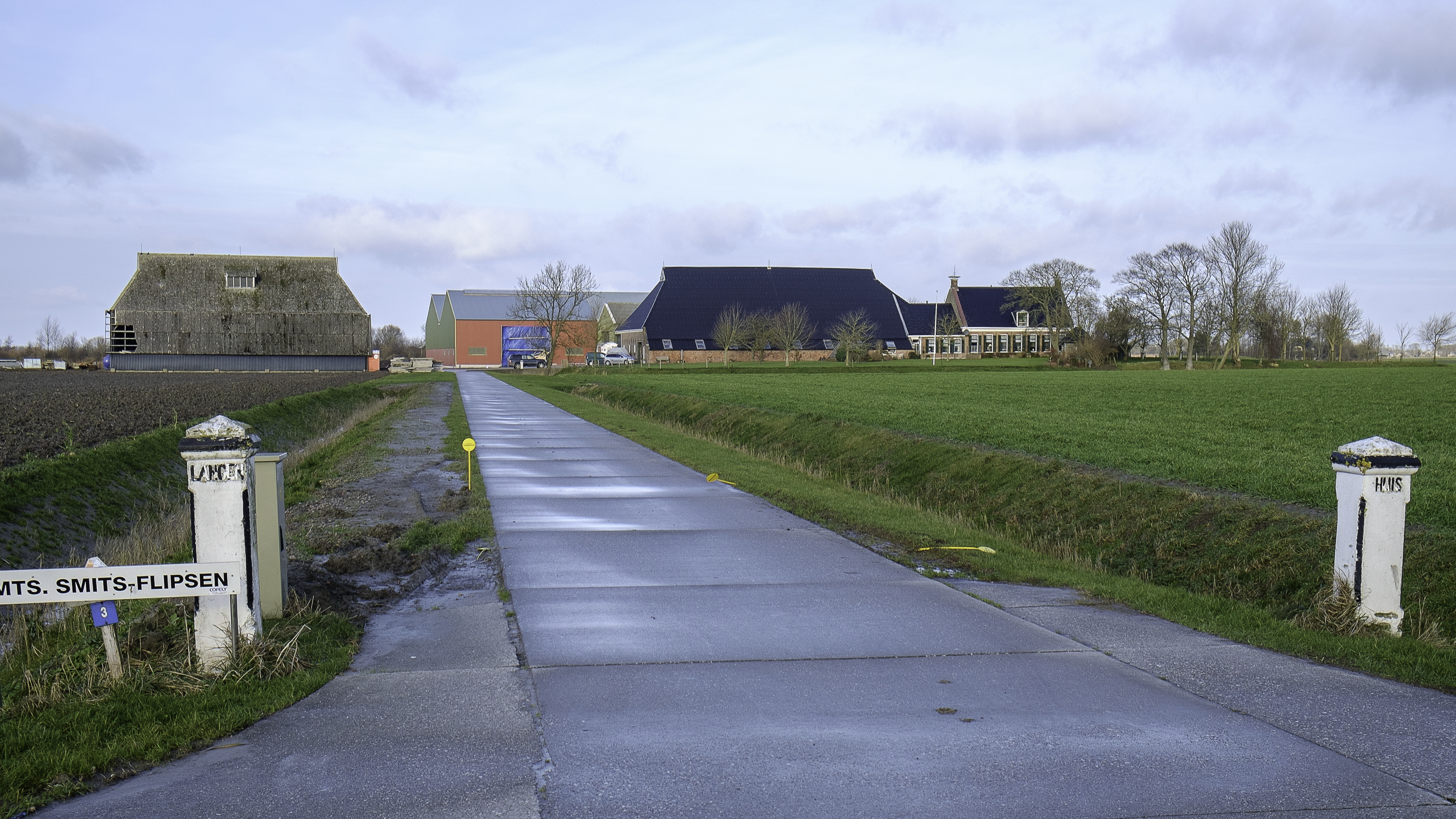
Ingangspartij met de boerderij en de nieuwe schuren op de achtergrond